# Quần đảo Marquises
Quần đảo Marquises hay quần đảo Marquesas (tiếng Pháp: Îles Marquises hay Archipel des Marquises hay Marquises; tiếng Marquises: Te Henua (K) Enana (Bắc Marquises) và Te Fenua ENAT (Nam Marquises), cả hai đều có nghĩa là "Vùng đất của con người") là một nhóm các đảo núi lửa ở Polynesia thuộc Pháp, một cộng đồng hải ngoại của Pháp ở Nam Thái Bình Dương. Marquises có tọa độ 9° 00 vĩ nam, 139° 30 kinh tây. Điểm cao nhất là đỉnh núi Oave (tiếng Pháp: Mont Oave) tại đảo Ua Pu với độ cao 1.230 m trên mực nước biển.
Quần đảo Marquises tạo thành một trong năm đơn vị hành chính (các phân khu hành chính) của Polynesia thuộc Pháp. Thủ đô của quần đảo Marquises phân khu hành chính của Taiohae là khu định cư trên đảo Nuku Hiva. Dân số của quần đảo Marquises là 9.346 người năm theo kết quả điều tra dân số năm 2017.